# Lasioglossum perpunctatum
Lasioglossum perpunctatum là một loài Hymenoptera trong họ Halictidae. Loài này được Ellis mô tả khoa học năm 1913.

## Hình ảnh

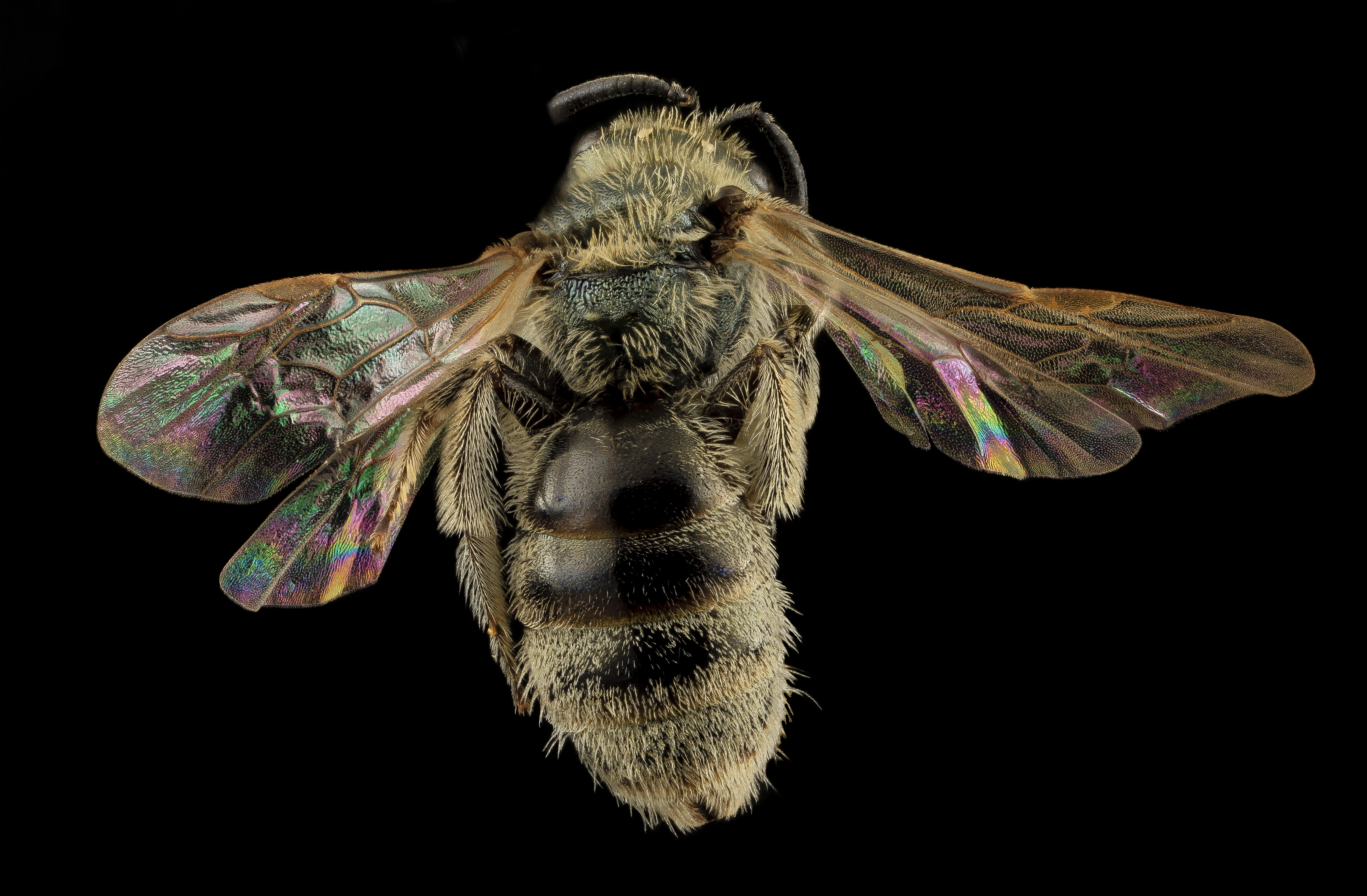
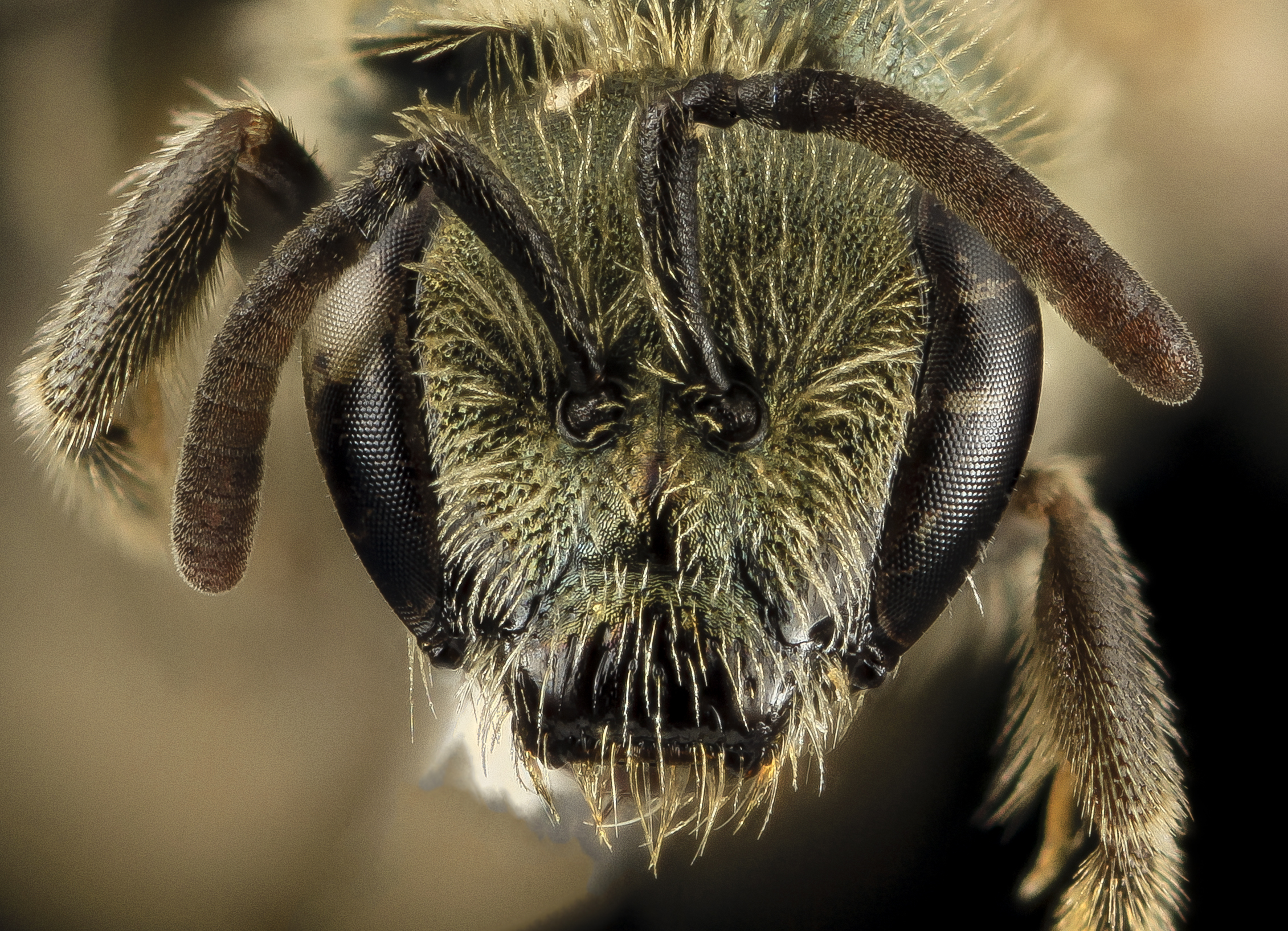